# Yttre Sprängstjärnen
Yttre Sprängstjärnen är en sjö i Bjurholms kommun i Ångermanland och ingår i Lögdeälvens huvudavrinningsområde.